# Луни Тюнз: Снова в деле
«Луни Тюнз: Снова в деле» (англ. Looney Tunes: Back in Action) — семейный комедийный анимационно-игровой фильм 2003 года, поставленный режиссёром Джо Данте. Первый игровой/анимационный фильм с героями Луни Тьюнс после «Кролика Роджера» и «Космического джема».

## Сюжет
Однажды охранник Ди Джей Дрейк на студии Warner Brothers не смог остановить разбушевавшуюся утку Даффи Дака. В результате выгнали обоих, и, когда Ди Джей обнаруживает, что его знаменитый отец кинозвезда Дамиан Дрейк, известный шпион на экране, на самом деле является международным шпионом в реальной жизни и был похищен злым безумным занудным председателем Acme Corporation, Ди Джей и Даффи Дак отправились в Лас-Вегас, чтобы найти карту Мона Лиза. Они её находят в казино, но их преследует Неуправляемый Сэм. Потом они встречают Багза Банни и студийного агента Кейт и отправляются в пустыню. Там они встречают маму Ди Джея и выясняют о Голубой Обезьяне. Затем отправляются в Париж и выясняют, что Голубая Обезьяна находится в Африке. Но там их ловит Acme и забирают с собой Голубую Обезьяну. Там компания находят отца Ди Джея, которого скоро должен переехать поезд. Наши друзья спасаются и превращают председателя в обезьяну. Багз и Даффи возвращаются на Землю и Даффи обнаруживает, что всё приключение было подстроено для съёмок фильма, Багз даёт обещание, что они будут равноценными партнёрами, но прежде чем Даффи обрадуется удаче, его затягивает в круг титров, появляется Порки и пытается сказать «Вот и всё, ребята», чтобы окончить съёмки. Вся студия уходит по домам.

## В ролях

### Люди
| Актёр                        | Персонаж                       |
| ---------------------------- | ------------------------------ |
| Брендан Фрейзер              | Дамиан «Ди Джей» Дрейк-Младший |
| Дженна Эльфман               | Кейт                           |
| Стив Мартин                  | Председатель                   |
| Тимоти Далтон                | Дамиан Дрейк                   |
| Джоан Кьюсак                 | Мама                           |
| Мэттью Лиллард Майкл Джордан | Камео                          |

### Анимационные персонажи
| Персонаж         | Оригинальный голос |
| ---------------- | ------------------ |
| Багз Банни       | Джо Аляски         |
| Даффи Дак        | Джо Аляски         |
| Элмер Фадд       | Билли Уэст         |
| Таз              | Брендан Фрейзер    |
| Твити            | Эрик Го́лдберг      |
| Марвин Марсианин | Эрик Го́лдберг      |
| Йосемит Сэм      | Джефф Беннетт      |
| Сильвестр        | Джо Аляски         |
| Бабуля           | Джун Форей         |
| Пепе ле Пью      | Брюс Ланойл        |

## Компьютерная игра
В ноябре 2003 года по мотивам фильма вышла одноимённая игра для домашних консолей компаний Sony Computer Entertainment, Nintendo PlayStation 2 и Nintendo GameCube, а также для портативной приставки компании Nintendo Game Boy Advance.